# Sterilezés
A sterilezés csíramentesítést jelent (patogén, apatogén és spóra ellen is). Gyógyszerkészítmények alkalmazása esetén nemcsak a patogén mikroorganizmusok távol tartása - aszepszis -, vagy megfelelő módszerekkel való elpusztítása – antiszepszis – szükséges, hanem az olyan apatogén mikroorganizmusoké is, amelyek egyébként, egészséges emberekbe bekerülve, nem jelentenek problémát. A fertőzések elkerülésére éppen ezért a gyógyszerkészítmények lehetőség szerint aszeptikus módon készítve, alkalmazási módjukban megfelelően sterilen, vagy konzerválva kerülnek forgalomba.
Hasonlóan az orvosi gyakorlatban is fontos, hogy a profilaktikus, diagnosztikus, terápiás célra alkalmazott minden olyan eszköznek, műszernek és anyagnak, ami az emberi szervezet nyílt testszöveteivel, nyálkahártyájával, testnyílásaival, testüregeivel érintkezésbe kerül, sterilnek kell lennie, és ugyancsak sterilnek kell lennie a parenterálisan alkalmazott készítményeknek is.
Az élelmiszeriparban azért fontos a baktériumokat elpusztító eljárások ismerete, hogy az emberi táplálkozásra szolgáló anyagokat megóvjuk a kontaminációtól, illetve kiküszöböljük az ételmérgezések lehetőségét.
Egyéb gyártási folyamatokban a sterilezésnek olyan szerepe is lehet – az előzőekben megemlítetteken kívül –, ami az állag megóvására, tartósításra illetve anyag ellenőrzésére szolgál. A legtöbb ilyen jellegű sterilezést fizikai módszerekkel végzik, mivel ezek kivitelezése egyszerűbb, gyorsabb és anyagilag kedvezőbb, mint a kémiai módszereké.

## Történelmi áttekintés

### Ételek esetén
Az első sterilezéssel kapcsolatos törekvéseket Nicolas Appert valósította meg. A mai napig használjuk az általa kifejlesztett sterilezési eljárást, a befőzést. Emiatt a "befőzés atyja" elnevezést is kiérdemelte.
Párizsban 1784 és 1795 között cukrászként és séfként dolgozott. 1795-ben kezdte kísérleteit különböző ételtípusokon. Sikeresen hozott létre befőtteket (sterilezett termékeket) levesekből, növényi eredetű főzelékekből, gyümölcsökből. Az ételeket kis üvegekbe (dunsztos üveg) tette, amelyeket lezárta (parafa dugóval) és viasszal biztosította a teljes vízzáró réteget a dugó mellett körben.
Mindezeket a kutatásokat azért kezdte meg, mert szerette volna megnövelni az étel fogyaszthatósági idejét. A befőzés csupán egy kibővítése a normál főzésnek, amely segít a táplálékban található kórokozó és normál esetben nem patogén baktériumok számának csökkentésében. Összefoglalva segít az ételmérgezés megakadályozásában hosszabban tárolt étel fogyasztása esetén, vagyis az ételfajták tartósításában nagyon fontos mindennapi gyakorlat. Ebben az esetben a hosszabb ideig tartó magas hőmérséklet hatásáról beszélhetünk, míg más esetekben ionizáló sugárzással vagy nagy nyomáson való kezelésről (High Pressure Processing).

### Orvoslásban
Általánosan elmondható, hogy az orvoslásban nemcsak az adott esetben szükséges eszközöknek (szike, tű, egyéb fémeszközök), hanem magának a bőrnek is sterilnek kell lennie a SAL (Sterility Assurance Level) szintnek megfelelően. Mindez igaz a parenterális gyógyszerekre is.
A magas hőmérséklet alkalmazása sterilezésre már az Ókori Rómában bevett gyakorlat volt, de ez jobbára eltűnt a Középkorra, ami a sebészi beavatkozás utáni elhalálozások szignifikáns emelkedéséhez vezetett.
Az antiszeptikus sebészet úttörője Joseph Lister volt. Ő támogatta a sterilitás gondolatát a Glasgow-i Királyi Kórházban. Lister sikeresen vezette be a fenol alkalmazását az eszközök sterilezésében és a seb fertőtlenítésében, ami hozzájárult a műtét utáni fertőzések lecsökkenéséhez és sokkal biztonságosabbá tette magát a műtétet is a páciensnek és magának az orvosnak is.
Magyar vonatkozása is van a sterilitás megalapozásának a történelemben. Semmelweis Ignác, akit az anyák megmentőjeként is ismerhetünk, tette kötelezővé a klórvizes (klórmész-oldatos) kézmosást a Szent Rókus Kórház szülészeti osztályán. Rájött, hogy a gyermekágyi lázat az orvosok és orvostanhallgatók okozták azzal, hogy boncolás után átjártak az I. számú klinika szülészeti osztályára, és ott fertőtlenítetlen kézzel vizsgálták a várandósokat. A bábák nem végeztek boncolást, így a vérmérgezés eme speciális fajtája harmadannyi esetben fordult elő a szegényebbeket kiszolgáló II. számú klinikán, mint az orvosokén.

## Módszerek
A sterilezés módszerei annál hatásosabbak, minél alacsonyabb a kiindulási csíraszám. Steril tehát az az anyag, amelyben élő vagy életképes mikroorganizmus nincs.

### Baktériumokat károsító módszerek

#### Bakteriosztatikus hatás
A bakteriosztatikus hatás nem pusztítja el a mikroorganizmusokat, csupán szaporodásukat gátolja. Ezért a hatás megszűnte után ismét megindul a szaporodásuk. Sok esetben a szervezet számára már ez a hatás is elegendő ahhoz, hogy a védekező mechanizmusok kiküszöböljék a fertőző ágenst. A hosszan tartó bakteriosztatikus hatás a mikroba elpusztulásához vezet.

#### Baktericid hatás
A baktericid hatás a mikroba elpusztítását jelenti. A baktericid hatású szerek időegység alatt a mikroorganizmusok azonos hányadát pusztítják el, ami azt jelenti, hogy ha az alkalmazott behatás a mikroorganizmusok mennyiségének például csak 50%-át pusztítja el egy perc alatt, akkor a következő egy perc alatt a megmaradt baktériumoknak ugyancsak 50%-a pusztul el, tehát az élő baktériumszám exponenciálisan csökken. Éppen ezért például a gyógyszerkészítmények sterilezésénél nem mindegy, hogy az adott készítmény mennyi mikroorganizmust tartalmaz.

### Sterilizáló fizikai módszerek
Ide korábban kialakult módszerek tartoznak, mint a kémiai sterilezés csoportjába, és különböző fizikai behatások alapján csoportosíthatók.

#### Mechanikus hatások
A nyomás alkalmazása elhanyagolható, mivel a mikrorganizmusok igen ellenállók a külső nyomással szemben, elméletileg azonban 10 MPa nyomáson a baktériumsejtfal felreped, így a baktérium elpusztul. Különböző sejtek feltárásánál, baktérium-kivonatok készítésénél alkalmazzák a fagyasztást és az olvasztást egymás után többször váltakozva – a képződő jégkristályok okozzák a károsodást –, illetve ultrahanggal való kezelést vagy jelentős nyíróerőket keltve – eldörzsölés, üveggyöngyök alkalmazása – roncsolják a sejteket. Ezek a módszerek nehézségük miatt inkább csak speciális célokra terjedtek el.

#### Hőhatás
A hideget a mikrobák általában jól tűrik, hatása inkább bakteriosztatikus (például a vírusok virionként, kristályos formában megőrzik fertőzőképességüket, hűtőben az élelmiszer tárolása, baktériumokat −80 °C-ra hűtve, fagyasztva tároljuk, mivel ellenálló szaporító képleteiknek köszönhetően hosszú ideig életképesek maradnak). Folyékony közegben a baktériumok fagyasztás során szétesnek, de a károsodás csak csökkenti a csíraszámot, nem eredményez teljes csíramentességet. A melegre azonban a mikrobák vegetatív alakjai kivétel nélkül érzékenyek (nukleinsav károsodik), így a megfelelő hőfokon elpusztulnak (apoptózis indukció). A hőhatáson alapuló eljárások könnyen megvalósíthatók, jól szabályozhatók és a hő az anyagokba jól penetrál, ezért a hővel való sterilezés a leggyakrabban alkalmazott sterilezési eljárás. A legegyszerűbb sterilezési módszer a nyílt láng használata. Az ily módon történő sterilezés csak abban az esetben használható, ha a csírátlanítandó tárgy a lánggal közvetlenül érintkezve nem károsodik. Sürgős esetben – életmentés céljából – a különböző fémeszközök (szike, kés) nyílt lángon áthúzva sterilezhetők. Égetéssel történik a műtétek során keletkezett hulladékok, kötszerek, a laboratóriumi veszélyes hulladék és az elhullott kísérleti állatok megsemmisítése is.

##### „Nedves” hő
Tapasztalat szerint a telített vízgőz jelenlétében – "Nedves" hő beállított paraméterei 60 °C – 30 perc; 80 °C – 5–10 perc – alkalmazott hőhatás sokkal hatásosabb, mint a levegő jelenlétében alkalmazott hő. Tehát a leghatásosabb módszere a zárt térben hevített túlnyomásos vízgőzben történő sterilezés alacsonyabb hőmérsékleten és rövidebb ideig, mint a száraz hő. A H2O molekulák kinetikus energiája hatásosan bontja fel a fehérjék konformációját fenntartó kötéseket, ezért a mikrobiális fehérjék már alacsony hőmérsékleten irreverzibilisen denaturálódnak. Kivételt képeznek a Staphylococcus aureus és az Enterococcus faecalis, amelyek elpusztításához több idő, legalább 60 perc szükséges. A „nedves” hő alkalmazásának legegyszerűbb módja a kifőzés. A forrásban lévő víz hőfoka normál légköri nyomáson a 100 °C-ot nem haladja meg, ezen a hőmérsékleten különösen ellenálló spórák és hepatitis B vírus nem pusztulnak el, így ettől sterilizáló hatás nem várható.

###### Pasztőrözés
Mérsékelt hőmérsékleten végzett antimikrobás kezelés folyadékok csíraszámának csökkentésére. Az anyagot 65 °C-on 30 percig vagy 85 °C-on 5 percig vetjük alá hőhatásnak. Az alacsonyabb hőmérsékleten az érzékenyebb mikroorganizmusok elpusztulnak, a maradék csíraszám szignifikánsan csökken, az anyag hőérzékeny összetevői nem szenvednek károsodást. Elsősorban élelmiszerek (tej, tejtermékek, gyümölcslevek, sör) rövidtávú tartósítására használják.

###### Tyndallozás
Frakcionált sterilezés, melynek során az anyagot 30 percre 85 °C-ra melegítik, majd lehűtve termosztátba helyezik. Ezt az eljárást váltakoztatva többször ismétlik. A magas hőmérsékleten a baktériumok vegetatív alakjai elpusztulnak, de a spórák életképesek maradnak. A 37 °C-os inkubálás során az esetleg maradt spórákból vegetatív formák fejlődhetnek ki, ezeket az ismételt hőhatás elpusztítja. Hőérzékeny összetételű táptalajok sterilezéséhez használják.

##### „Száraz” hő vagy hőlég-sterilezés
A mikroorganizmusokat különböző mértékben hőérzékeny anyagok (fehérjék, szénhidrátok nukleinsavak) építik fel, ezért alkalmas a hőhatás az elpusztításukra. A hatása elsősorban a sejtek víztartalmának csökkentésén és az ezt követő oxidáción alapul. A hőlég-sterilizátorokban (fémszekrény) a levegőt valamilyen hőforrás melegíti. A sterilezés a következő paraméterek mellett végezhető el:
1. 160 °C – 2 óra
2. 140 °C – 3 óra
Textíliák és műanyagok ilyen módon nem sterilezhetők, és azok az eszközök is károsodnak, amelyek nem azonos hőtágulású anyagból készülnek (injekciós fecskendők üveg- és fémrésze). Itt elsősorban üvegáruk, porok, olajok, zselék sterilezhetők. A belső hőmérsékletet hőmérővel ellenőrizhetjük, valamint a munkatérbe helyezett hőérzékeny indikátorcsíkkal. A hatékonyság ellenőrzése ÁNTSZ-től beszerezhető tesztpreparátummal történik.

##### Autokláv
A nedves hő módszerek közé tartozik. A sterilizálás a leghatásosabb módszere a túlnyomásonalkalmazott telített vízgőz. Erre a célra szolgáló eszköz az autokláv. Van egyköpenyes és kétköpenyes autokláv. Az egyköpenyesben a munkatérben történik a víz melegítése, a kétköpenyesben az autokláv külső és belső fala közötti térben, a munkatérbe csak a megfelelő hőmérsékletű gőz áramlik.
Az autoklávban a nyomás növelésével együtt növekszik a hőmérséklet is. Az alkalmazható paraméterek a következők:
1. +1 atm – 121 °C – 20–30 perc
2. +2 atm – 134 °C – 10–20 perc
A sterilezés időtartama valójában pár perc, még a legellenállóbb tesztbaktériumként használt Bacillus strearothermophilus spóra esetén sem haladja meg a 4 percet 121 °C-on. Biztonsági okokból a sterilezés teljes időtartama hosszabb. Az autoklávban sterilezhetők ruhaneműk és hő-rezisztens gyógyszer-készítmények is, illetve minden olyan anyag, amelyet nem károsít a viszonylag magas hőmérséklet. Hőérzékeny eszközök, például az endoszkópok csíramentesítésére szubatmoszférikus nyomáson formaldehiddel kombinált alacsony hőmérsékletű vízgőzt lehet alkalmazni. Az autokláv működése csak akkor megbízható, ha nincs levegőmaradék a sterilező térben és minden mechanikus részét, elsősorban a hőszabályzó és nyomásérzékelő rendszereket rendszeresen ellenőrzik. A sterilezési idő attól a pillanattól számít, amikor a sterilező tér minden pontja elérte a kívánt hőmérsékletet. Az autoklávok ellenőrzésére kémiai és biológiai indikátorokat használnak. A kémiai indikátorok a megfelelő hőmérséklet elérése és megkívánt hatásos időtartam után irreverzibilisen elszíneződik. A biológiai indikátorok meghatározott mikroorganizmusokból álló standardizált készítmények. Az autokláv lefutása után mintát kell venni egyes területeiről, amit aztán táptalajra kell oltani majd inkubálni. Így ellenőrizhető az autokláv állandó állapota.

#### Szűrés
A hővel sterilezett folyadékok – infúziós oldatok, injekciós készítmények – az elpusztult mikrobákból pyrogén anyagokat például lipopoliszacharidot (LPS) tartalmazhatnak. A pyrogénnel szennyezett készítmények alkalmazásukkor lázat okozhatnak. Ma már rendelkezésre állnak olyan módszerek, amelyek alkalmasak a bakteriális LPS eltávolítására, ezek viszont nagyon költségesek, ezért általánosságban nem terjedtek el. Ezt a hátrányt küszöböli ki a szűrés. Ez tehát a mikroorganizmusok méretbeli különbségén alapuló elválasztás. Ugyancsak szűrést lehet alkalmazni hőérzékeny anyagok csíramentesítésére is.  Az oldatot a kiszűrendő mikroorganizmusnál szűkebb pórusátmérőjű szűrűn, úgynevezett baktériumszűrőn kell átszűrni. A kis (0,1 - 0,45 μm) pórusméret miatt a szűréshez nagy nyomáskülönbségre van szükség a szűrendő oldat és a szűrlet között. Ennek elérésére vagy túlnyomást alkalmaznak a szűrőre, vagy a szűrlet felől vákuumot hoznak létre. A baktériumszűrőn áthatolnak a sejtfal nélküli, ezért állandó alakkal nem rendelkező mikroorganizmusok (mycoplasmák), rickettsiák, valamint a vírusok.  Működése részben a mikroorganizmusok adszorpcióján, részben mechanikus szitahatáson alapul. 
Mikroorganizmusok eltávolítására korábban Seitz-féle azbeszt- és üvegszűrőt vagy karbonszűrőt alkalmaztak (Berkefeld-féle kovaszűrő, Chamberland-féle porcelánszűrő). Ezek az adszorpciós hatáson alapuló típusba tartozó szűrők, amelyek tisztítás után újra sterilezhetők, többször használhatók. Mechanikus szűrőrétegekről (kavicsok, homok) is beszélhetünk. Manapság viszont nitrocellulóz- illetve műanyagszűrőket alkalmaznak (Elford-féle gradokolszűrő). Ezek a szitahatáson alapuló szűrők típusba tartoznak, amelyek nem változtatják meg a szűrendő oldatok összetételét. Ilyen eljárással sterilezik az infúziós oldatokat és a táptalajok hőérzékeny összetevőit is, mert ezek hőkezelés során a bennük esetlegesen meglévő Gram-negatív baktériumok szétesésekor endotoxinokkal szennyeződnének. Az ebből adódó pyrogén szennyeződés elkerülésére választandó a szűréssel történő csíramentesítés.

##### HEPA
A szűrést nemcsak hőérzékeny folyadékok, hanem a levegő csíramentesítésére is lehet használni olyan esetekben, amikor az elvégzendő munka steril feltételeket igényel, vagy éppen azt kell megakadályozni, hogy a munkavégzés helyéről a veszélyes kórokozók kijussanak. Erre a célra az úgynevezett HEPA (High Efficiency Particulate) szűrőket gyártanak. A HEPA szűrő alapja, hogy rendezetlenül helyezkednek el benne a rostszálak, ezért képes megszűrni a levegőt olyan hatékonyan.

##### Ultrahang
Az ultrahangos kezelést elsősorban üvegeszközök tisztítására, bizonyos kutatások során szöveti vagy baktériumsejtek feltárására használjuk , amikor cél a belső struktúrák vagy enzimrendszerek működésének megőrzése. Az ultrahangozás baktériumsejtek szétesését eredményező hatása az élő csíraszám jelentős csökkenését is eredményezi.

#### Sugárzások

##### Ionizáló sugárzások
Fizikai tulajdonságait tekintve lehetnek nyugalmi tömeggel és töltéssel nem rendelkezők (foton), illetve olyanok, melyeknek van nyugalmi tömegük, ez utóbbiak lehetnek töltéssel rendelkezők, illetve semlegesek (például α- vagy  β-részecske, illetve neutron). Az elektromágneses sugárzások energiáját a sugárzás hullámhossza szabja meg. Az elnyelt energia hatására az atomokról elektron válik le (ionizáció) vagy magasabb energiájú állapotba kerülnek (gerjesztés). Gyakorlati okokból az elektromágneses sugárzást hasznosítjuk. A nagy energiájú és így nagy áthatolóképességű gamma-sugárzás alkalmazható biztonsággal, melyet 60Co-izotóppal nyernek. Az ionizáló sugárzás hatására a vízből hidroxid ionok és szabad hidrogéngyök is keletkezhet. Az oxigén jelenléte növeli a besugárzás hatékonyságát. Ez annak köszönhető, hogy az oxigén és a sugárzás következtében keletkezett szabad gyökok reakciója H2O2 és szerves peroxidok keletkezéséhez vezet. Elsősorban az egyszer használatos orvosi eszközök sterilezésére használatos, lezárt rendszerben alkalmazható. Az ionizáló sugárzások nem mindig eredményezik az elölt baktériumok fizikai dezintegrálását (a kenetben esetleg hamis pozitív eredményt adhat a műanyag felületéről készített Gram-festés során).

##### Ultraibolya sugárzás
Kis áthatolóképessége ellenére is igen hasznos a mikrobák elpusztítására, mivel azok nukleinsavai abszorbeálják (a 253,4 nm hullámhossz a DNS abszorpciós maximuma), és a citozin esetében fotohidratációt (a citozin egyik kettős kötésének felszakadását), fotodimerizációt okoz timin és uracil esetén. A gyógyszerészi és az orvosi gyakorlatban elterjedt germicid lámpák alkalmazásánál figyelembe kell venni, hogy a sugárzásnak csak igen kicsi az áthatolóképessége, hatása a távolsággal négyzetes arányban csökken, és a légterek csíramentesítésénél mindig maradhatnak olyan, a sugárzás számára nem elérhető területek, ahol a mikroorganizmusok életben maradnak.

### Sterilizáló kémiai módszerek

#### Gázsterilezés
Számos anyag, elsősorban a műanyagok és optikai lencsék károsodnak az autoklávozás során. A korábban alkalmazott formaldehid gőzök, és glikolszármazékok mellett ma már β-propiolaktonos (β-propiolakton-alkiláló hatás) gázsterilező módszer használatos. Alkiláló hatása miatt mind a mikrobiális proteinek, mind pedig a nukleinsavak károsításával a mikrobák pusztulását okozzák. A gázzal sterilezett orvosi eszközök azonban nem használhatók fel azonnal, hanem meghatározott ideig „szellőztetni” kell őket (zárt térben történő gázsterilizálást követően a helyiséget legalább 48 órán át szellőztetni kell), hogy az adszorbeálódott gázok (kémiai anyagok) szövetkárosító hatása megszűnjön. Régebben elterjedt volt az etilén-oxid is, de kimutatták a mutagén és karcinogén hatását, még hosszabb idejű szellőztetés után is.

#### Vegyszeres hidegsterilizálás
A glutáraldehid (Gludesin-oldat) vagy a Billman-oldat (jód, kálium-jodid és formalin vizes oldata) a fehérjék funkciós csoportjait blokkolja. Ezzel az eljárással sterilezik a kötszereket, a sterilizálási idő 3 óra.

#### Plazmasterilezés
A legújabban alkalmazott sterilizálási eljárás. Zárt terű berendezésben vákuumot hoznak létre, majd H2O2-t fecskendeznek be. Elektromos vagy mágneses tér hatására H2O2 „plazmaállapotba” kerül, amelyet az anyag negyedik halmazállapotának is szokás nevezni. A peroxid pozitív és negatív töltésű szabad gyökei általános antimikrobás - virucid, baktericid, sporacid - hatásúak.  A plazmasterilezés alacsony hőmérsékleten (46±4 °C), száraz légtérben történik. Hő és nedvesség érzékeny anyagokra is alkalmazható. Porlasztott H2O2-ből reaktív szabad gyök képződik (plazma kialakulása) rádióhullámmal történő behatásra. O2 és H2O marad vissza, tehát nem toxikus. Sterilezés hossza 45–75 perc. A sterilizálást követően a készülék tartalma száraz, azonnal felhasználható. Sebek kezelésére, fertőtlenítésére is alkalmazható.